# Cratere Batoka
Batoka  è un cratere sulla superficie di Marte.